# Потери самолётов США над Северным Вьетнамом (январь—апрель 1966)
В данном списке перечислены американские самолёты, потерянные при выполнении боевых заданий над Северным Вьетнамом в ходе Вьетнамской войны в период с января по апрель 1966 года. Приведены только потери, удовлетворяющие следующим условиям:
- потеря является безвозвратной, то есть самолёт уничтожен или списан из-за полученных повреждений;
- потеря понесена по боевым или небоевым причинам в регионе Юго-Восточной Азии (включая Северный Вьетнам, Южный Вьетнам, Лаос, Камбоджу, Таиланд, Японию, Китай) и связана с боевыми операциями против Северного Вьетнама (Демократической Республики Вьетнам);
- потерянный самолёт состоял на вооружении Военно-воздушных сил, Военно-морских сил, Корпуса морской пехоты или Армии Соединённых Штатов Америки;
- потеря произошла в период между 1 января и 30 апреля 1966 года.

Список составлен на основе открытых источников. Приведённая в нём информация может быть неполной или неточной, а также может не соответствовать официальным данным министерств обороны США и СРВ. Тем не менее, в нём перечислены почти все самолёты, члены экипажей которых погибли или попали в плен. Неполнота связана в основном с теми самолётами, члены экипажей которых были эвакуированы поисково-спасательными службами США, а также с самолётами, потерянными вне пределов Северного Вьетнама (в этом случае не всегда возможно определить, была ли потеря связана с операциями именно против этой страны).
Список не затрагивает потери американской авиации, понесённые в операциях против целей на территории Южного Вьетнама, Лаоса и Камбоджи. Список составлялся без использования данных монографии Кристофера Хобсона «Vietnam Air Losses».

## Краткая характеристика периода
В январе 1966 года американская авиация не выполняла ударных вылетов против ДРВ в рамках вступившей в силу 24 декабря паузы в налётах. Совершались только разведывательные вылеты. После провала мирных инициатив президента США Линдона Джонсона бомбардировки были возобновлены 31 января, и продолжались в рамках операции Rolling Thunder. Белый Дом расширил список разрешённых для атаки целей. В апреле над ДРВ впервые были задействованы стратегические бомбардировщики B-52. В конце месяца произошло резкое увеличение активности ВВС Северного Вьетнама, впервые применивших недавно поступившие на вооружение истребители МиГ-21, однако американская авиация сохраняла превосходство в воздухе.

## Потери

### Январь
- 26 января 1966 — RF-101C «Вуду» (сер. номер 56-0084, 20-я тактическая разведывательная эскадрилья ВВС США). Сбит зенитным огнём (по другой версии, разбился по техническим причинам). Пилот попал в плен, где умер, по вьетнамской версии, от последствий полученной при катапультировании травмы ноги.
- 31 января 1966 — F-105D «Тандерчиф» (сер. номер 61-0210, 469-я тактическая истребительная эскадрилья ВВС США). Сбит зенитным огнём южнее Винь. Пилот погиб.

### Февраль
- 1 февраля 1966 — A-4C «Скайхок» (номер 149527, 146-я штурмовая эскадрилья ВМС США). Столкнулся с землёй по неизвестной причине в провинции Нге-Ан. Пилот погиб.
- 1 февраля 1966 — A-1J «Скайрейдер» (номер 142031, 145-я штурмовая эскадрилья ВМС США). Подбит зенитным огнём, совершил вынужденную посадку на территории Лаоса. Пилот Дитер Денглер попал в плен, откуда впоследствии совершил успешный побег.
- 1 февраля 1966 — KC-130F «Геркулес» (номер 149809, 152-я транспортная эскадрилья воздушной дозаправки Корпуса морской пехоты США). Предположительно сбит зенитным огнём севернее острова Хон-Ко, упал в Тонкинский залив. Все 6 членов экипажа погибли.
- 3 февраля 1966 — RA-5C «Виджилент» (номер 151625, 13-я тяжёлая разведывательная эскадрилья ВМС США). Сбит зенитным огнём и упал у побережья провинции Нге-Ан. Один член экипажа попал в плен, другой погиб при невыясненных обстоятельствах.
- 7 февраля 1966 — A-4E «Скайхок» (номер 152027, 56-я штурмовая эскадрилья ВМС США). Сбит зенитным огнём в районе Фу-Дьен-Чау. Пилот попал в плен.
- 9 февраля 1966 — A-4C «Скайхок» (номер 149557, 144-я штурмовая эскадрилья ВМС США). Сбит ЗРК. Пилот спасён.
- 10 февраля 1966 — A-1H «Скайрейдер» (номер 137627, 145-я штурмовая эскадрилья ВМС США). Потерян между Донгхой и демилитаризованной зоной, вероятно, сбит. Пилот погиб.
- 18 февраля 1966 — F-4B «Фантом» II (номер 152297, 92-я истребительная эскадрилья ВМС США). Сбит зенитным огнём в районе Тханьхоа. Один член экипажа попал в плен, другой погиб.
- 18 февраля 1966 — A-6A «Интрудер» (номер 151797, 85-я штурмовая эскадрилья ВМС США). Столкнулся с землёй во время атаки наземной цели (предположительно из-за ошибки пилота). Оба члена экипажа погибли.
- 25 февраля 1966 — EB-66C «Дестройер» (сер. номер 54-0457, ВВС США). Сбит ЗРК, упал в Тонкинский залив. Погиб 1 член экипажа, остальные спасены.

### Март
- 1 марта 1966 — A-4E «Скайхок» (номер 152057, 55-я штурмовая эскадрилья ВМС США). Пропал в районе Винь, возможно, сбит. Пилот считается погибшим.
- 1 марта 1966 — F-4B «Фантом» II (143-я истребительная эскадрилья ВМС США). Пропал в условиях плохой видимости в районе вьетнамского побережья. Оба члена экипажа считаются погибшими.
- 7 марта 1966 — F-105D «Тандерчиф» (сер. номер 62-4219, ВВС США). Потерян во время атаки позиций ЗРК в районе Ксом-Гиа, предположительно сбит зенитным огнём. Пилот погиб.
- 7 марта 1966 — F-105D «Тандерчиф» (сер. номер 62-4410, 469-я тактическая истребительная эскадрилья ВВС США). Сбит зенитным огнём южнее Винь. Пилот спасён.
- 7 марта 1966 — RF-101C «Вуду» (сер. номер 56-0220, 18-я тактическая разведывательная эскадрилья ВВС США). Потерян над провинцией Нге-Ан, предположительно сбит ЗРК. Пилот погиб.
- 7 марта 1966 — RF-101C «Вуду» (сер. номер 56-0043, 20-я тактическая разведывательная эскадрилья ВВС США). Потерян над провинцией Нге-Ан, предположительно сбит ЗРК. Пилот погиб.
- 14 марта 1966 — F-4C «Фантом» II (ВВС США). Информация о причинах потери отсутствует. Оба члена экипажа спасены.
- 14 марта 1966 — HU-16B «Альбатрос» (33-я поисково-спасательная эскадрилья ВВС США). Сбит над Тонкинским заливом восточнее провинции Нге-Ан во время поисково-спасательной операции. Из состава экипажа погибли 2 человека, остальные спасены.
- 15 марта 1966 — F-4C «Фантом» II (сер. номер 64-0732, 497-я тактическая истребительная эскадрилья ВВС США). Столкнулся с землёй по неизвестной причине во время атаки наземной цели в районе Дьен-Бьен-Фу. Оба члена экипажа погибли.
- 16 марта 1966 — F-105D «Тандерчиф» (сер. номер 60-0411, 333-я тактическая истребительная эскадрилья ВВС США). Сбит зенитным огнём в районе Дьен-Бьен-Фу. Пилот погиб.
- 17 марта 1966 — A-4C «Скайхок» (номер 147740, 94-я штурмовая эскадрилья ВМС США). Сбит зенитным огнём или ЗРК южнее Винь. Пилот попал в плен.
- 18 марта 1966 — EF-10B «Скайнайт» (1-я эскадрилья радиоэлектронной борьбы Корпуса морской пехоты США). Предположительно сбит ЗРК над провинцией Нге-Ан. Оба члена экипажа погибли.
- 20 марта 1966 — A-4C «Скайхок» (номер 143313, 36-я штурмовая эскадрилья ВМС США). Сбит зенитным огнём в районе Винь. Пилот попал в плен.
- 20 марта 1966 — F-4B «Фантом» II (ВМС США). Информация о причинах потери отсутствует. Один член экипажа попал в плен, другой спасён.
- 21 марта 1966 — A-4C «Скайхок» (номер 148499, 94-я штурмовая эскадрилья ВМС США). Сбит ЗРК. Пилот погиб.
- 21 марта 1966 — A-4C «Скайхок» (номер 149515, 94-я штурмовая эскадрилья ВМС США). Сбит ЗРК. Пилот погиб.
- 21 марта 1966 — RF-101C «Вуду» (сер. номер 56-0066, 45-я тактическая разведывательная эскадрилья ВВС США). Сбит зенитным огнём. Пилот попал в плен.
- 23 марта 1966 — F-105D «Тандерчиф» (сер. номер 61-0178, 357-я тактическая истребительная эскадрилья ВВС США). Сбит зенитным огнём. Пилот спасён.
- 23 марта 1966 — F-105D «Тандерчиф» (сер. номер 60-0473, 469-я тактическая истребительная эскадрилья ВВС США). Сбит зенитным огнём. Пилот спасён.
- 23 марта 1966 — A-4C «Скайхок» (номер 147738, 93-я штурмовая эскадрилья ВМС США). Упал в Тонкинский залив при посадке на авианосец в ночное время. Пилот погиб.
- 23 марта 1966 — F-100F «Уайлд Уизл» I (сер. номер 58-1212, ВВС США). Сбит зенитным огнём. Оба члена экипажа погибли.
- 24 марта 1966 — F-105D «Тандерчиф» (сер. номер 61-0095, 421-я тактическая истребительная эскадрилья ВВС США). Сбит зенитным огнём над провинцией Куанг-Бинь. Пилот погиб.
- 25 марта 1966 — A-4C «Скайхок» (номер 148444, 76-я штурмовая эскадрилья ВМС США). Потерян во время атаки наземной цели, предположительно сбит зенитным огнём. Пилот попал в плен.

### Апрель
- 2 апреля 1966 — RF-101C «Вуду» (сер. номер 56-0172, 45-я тактическая разведывательная эскадрилья ВВС США). Сбит зенитным огнём. Пилот попал в плен.
- 3 апреля 1966 — F-8C «Крусейдер» (номер 146919, 24-я истребительная эскадрилья ВМС США). Сбит зенитным огнём. Пилот погиб.
- 12 апреля 1966 — KA-3B «Скайуорриор» (номер 142653, 4-я тяжёлая штурмовая эскадрилья ВМС США). Сбит над территорией Китая во время перелёта с Филиппин на свой авианосец. Все 4 члена экипажа погибли.
- 13 апреля 1966 — A-1H «Скайрейдер» (номер 139692, 52-я штурмовая эскадрилья ВМС США). Сбит ЗРК над провинцией Нге-Тинь. Пилот погиб.
- 16 апреля 1966 — F-4C «Фантом» II (сер. номер 63-7677, 433-я тактическая истребительная эскадрилья ВВС США). Сбит зенитным огнём. Оба члена экипажа попали в плен.
- 17 апреля 1966 — A-6A «Интрудер» (номер 151794, 85-я штурмовая эскадрилья ВМС США). Подбит зенитным огнём и упал в Тонкинский залив. Оба члена экипажа спасены.
- 17 апреля 1966 — A-1H «Скайрейдер» (номер 135398, 115-я штурмовая эскадрилья ВМС США). Потерян во время ночного вылета в районе Винь, возможно, сбит. Пилот погиб.
- 19 апреля 1966 — F-105D «Тандерчиф» (сер. номер 62-4330, 333-я тактическая истребительная эскадрилья ВВС США). Столкнулся с землёй во время атаки наземной цели в провинции Куанг-Бинь. Пилот погиб.
- 20 апреля 1966 — A-4C «Скайхок» (номер 148512, 113-я штурмовая эскадрилья ВМС США). Сбит зенитным огнём в районе Винь-Сон. Пилот попал в плен, где умер.
- 20 апреля 1966 — A-4C «Скайхок» (номер 149495, 113-я штурмовая эскадрилья ВМС США). Подбит зенитным огнём в районе Винь-Сон, упал в Тонкинский залив. Пилот спасён.
- 21 апреля 1966 — A-6A «Интрудер» (номер 151798, 85-я штурмовая эскадрилья ВМС США). Потерян в ночном вылете по неизвестным причинам. Оба члена экипажа считаются погибшими.
- 22 апреля 1966 — RF-101C «Вуду» (сер. номер 56-0090, 20-я тактическая разведывательная эскадрилья ВВС США). Сбит зенитным огнём. Пилот попал в плен.
- 22 апреля 1966 — A-6A «Интрудер» (номер 151785, 85-я штурмовая эскадрилья ВМС США). Упал в Тонкинский залив после атаки наземной цели в районе Винь, возможно, сбит зенитным огнём. Оба члена экипажа погибли.
- 23 апреля 1966 — F-105D «Тандерчиф» (сер. номер 62-4409, 421-я тактическая истребительная эскадрилья ВВС США). Сбит зенитным огнём в районе Фу-То. Пилот попал в плен.
- 23 апреля 1966 — F-105D «Тандерчиф» (сер. номер 61-0157, 421-я тактическая истребительная эскадрилья ВВС США). Потерян после атаки наземной цели, предположительно сбит зенитным огнём. Пилот погиб.
- 23 апреля 1966 — F-105D «Тандерчиф» (сер. номер 61-0048, 421-я тактическая истребительная эскадрилья ВВС США). Сбит зенитным огнём после атаки наземной цели. Пилот катапультировался, однако погиб по неизвестным причинам.
- 24 апреля 1966 — F-105D «Тандерчиф» (сер. номер 61-0051, 469-я тактическая истребительная эскадрилья ВВС США). Сбит ЗРК в районе Бак-Зянг. Пилот погиб.
- 24 апреля 1966 — F-105D «Тандерчиф» (сер. номер 62-4340, 469-я тактическая истребительная эскадрилья ВВС США). Сбит зенитным огнём в районе Бак-Зянг. Пилот попал в плен.
- 25—26 апреля 1966 (ночь) — RF-4C «Фантом» II (16-я тактическая разведывательная эскадрилья ВВС США). Пропал в ночном вылете. Оба члена экипажа считаются погибшими.
- 26 апреля 1966 — F-4B «Фантом» II (номер 152241, 114-я истребительная эскадрилья ВМС США). Подбит зенитным огнём и упал в Тонкинский залив. Оба члена экипажа спасены.
- 27 апреля 1966 — A-6A «Интрудер» (номер 151788, 85-я штурмовая эскадрилья ВМС США). Подбит огнём ручного стрелкового оружия и упал в Тонкинский залив. Оба члена экипажа спасены.
- 28 апреля 1966 — F-4G «Фантом» II (номер 150645, 213-я истребительная эскадрилья ВМС США). Подбит зенитным огнём и упал в Тонкинский залив. Оба члена экипажа спасены.
- 29 апреля 1966 — RF-101C «Вуду» (сер. номер 56-0218, 20-я тактическая разведывательная эскадрилья ВМС США). Сбит зенитным огнём в районе Йен-Бай. Пилот попал в плен.
- 29 апреля 1966 — F-8E «Крусейдер» (номер 150867, 211-я истребительная эскадрилья ВМС США). Столкнулся со скалой во время атаки морской цели в районе Хайфона. Пилот погиб.
- 29 апреля 1966 — F-105D «Тандерчиф» (сер. номер 62-4304, 333-я тактическая истребительная эскадрилья ВВС США). Сбит зенитным огнём в районе Тэйнгуен. Пилот погиб.
- 29 апреля 1966 — A-1E «Скайрейдер» (сер. номер 52-132680, 602-я эскадрилья специальных операций ВВС США). Пропал над провинцией Сон-Ла; по американским данным, сбит истребителем МиГ-17, вьетнамские данные этого не подтверждают. Пилот считается погибшим.

## Общая статистика
По состоянию на 20 марта 2025 года в списке перечислены следующие потери:
| Самолёты          | #  |
| A-1               | 5  |
| A-3               | 1  |
| A-4               | 12 |
| A-6               | 5  |
| B-66              | 1  |
| C-130             | 1  |
| EF-10B            | 1  |
| F-4               | 9  |
| F-8               | 2  |
| F-100             | 1  |
| F-105             | 14 |
| HU-16             | 1  |
| RA-5C             | 1  |
| RF-101C           | 7  |
| Итого: 61 самолёт |    |

Эти данные не являются полными и могут меняться по мере дополнения списка.